# Ray Sharkey
Ray Sharkey (Brooklyn, 14 novembre 1952 – New York, 11 giugno 1993) è stato un attore statunitense.

## Biografia
Nato a Brooklyn, New York, proveniva da una famiglia non agiata di origine italiana, di cognome Formisano. Studiò recitazione all'Herbert Berghof Studio a New York e debuttò al cinema nel 1974 con una piccola parte in Happy Days - La banda dei fiori di pesco. Sharkey apparve circa quaranta volte in film mentre una dozzina furono le sue apparizioni in show televisivi.
Nel 1981 vinse un Golden Globe per il miglior attore in un film commedia o musicale per la sua interpretazione in Rock Machine e l'anno seguente fu candidato per un altro Golden Globe per il miglior attore in una mini-serie o film per la televisione per The Ordeal of Bill Carney.
Nel 1987 interpretò Sonny Steelgrave nella prima stagione della serie televisiva Oltre la legge - L'informatore. Dipendente da alcol e droga, nel 1992 fu arrestato mentre era a Vancouver per possesso di cocaina e eroina.
Morì a New York nel 1993, a soli 40 anni, a causa di complicazioni dovute all'AIDS. È sepolto nel Saint Charles Cemetery a Farmingdale, Long Island, New York.

## Filmografia parziale
- Happy Days - La banda dei fiori di pesco (The Lords of Flatbush), regia di Martin Davidson e Stephen Verona (1974)
- I guerrieri dell'inferno (Who'll Stop the Rain), regia di Karel Reisz (1978)
- Taverna Paradiso (Paradise Alley), regia di Sylvester Stallone (1978)
- Rock Machine (The Idolmaker), regia di Taylor Hackford (1980)
- Per amore e per denaro (Love and Money), regia di James Toback (1982)
- State uniti in America (Some Kind of Hero), regia di Michael Pressman (1982)
- Body Rock, regia di Marcelo Epstein (1984)
- Cadaveri e compari (Wise Guys), regia di Brian De Palma (1986)
- Nessuna pietà (No Mercy), regia di Richard Pearce (1986)
- Atto di pirateria (Act of Piracy), regia di John Cardos (1988)
- Scene di lotta di classe a Beverly Hills (Scenes from The Class Struggle in Beverly Hills), regia di Paul Bartel (1989)
- Un piedipiatti e mezzo (Cop and a Half), regia di Henry Winkler (1993)